# 布鲁克斯 (加拿大)
布鲁克斯（Brooks），加拿大艾伯塔省东南部城市，位于卡尔加里东南186公里。在总人口13,676（2011年）。

## 交通

### 公路
艾伯塔省1号省道（加拿大横贯公路）途径布鲁克斯。

### 铁路
加拿大太平洋铁路途经布鲁克斯。